# Acton (Cheshire)
Acton è un villaggio e parrocchia civile dell'Inghilterra, appartenente alla contea del Cheshire.